# Wallace Carothers
Wallace Hume Carothers (Burlington, Iowa 1896. április 27. – Wilmington, Delaware, 1937. április 29.) amerikai kémikus és feltaláló, a legnagyobb áttörést jelentő találmánya a nylon volt, melyet 1937 februárjában szabadalmaztatott a DuPont vállalat.
1929-ben az Amerikai Tudományos Akadémia tagja lett.
1937-ben kálium-cianiddal megmérgezte magát.